# Euchrepomis
Euchrepomis — рід горобцеподібних птахів родини сорокушових (Thamnophilidae). Представники цього роду мешкають в Центральній і Південній Америці. Раніше їх відносили до роду Мурахолюб (Terenura), однак за результатами молекулярно-філогенетичного дослідження, результатами якого були опубліковані у 2015 році, вони переведені до новоствореного роду Euchrepomis.

## Види
Виділяють чотири види:
- Мурахолюб рудогузий (Euchrepomis callinota)
- Мурахолюб жовточеревий (Euchrepomis humeralis)
- Мурахолюб жовтогузий (Euchrepomis sharpei)
- Мурахолюб червоногузий (Euchrepomis spodioptila)

## Етимологія
Наукова назва роду Euchrepomis походить від сполучення слів дав.-гр. ευχρως — рум'яний, яскравий і επωμις — плечі, задня частина.